# Eggenstein-Leopoldshafen
Eggenstein-Leopoldshafen é um município da Alemanha, no distrito de Karlsruhe, na região administrativa de Karlsruhe , estado de Baden-Württemberg.

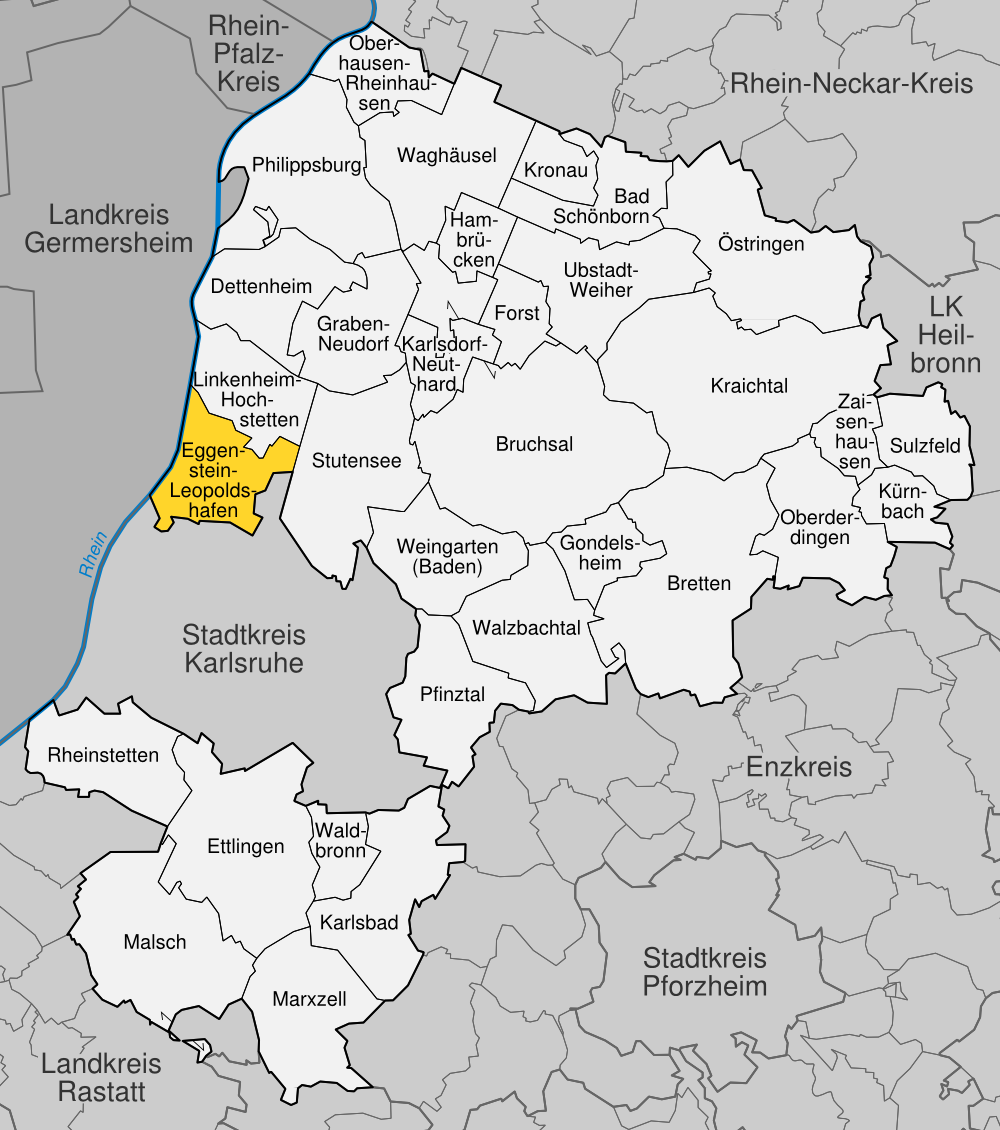
Eggenstein-Leopoldshafen no distrito de Karlsruhe